# Быстров, Марат Вячеславович
Марат Вячеславович Быстров (род. 19 июня 1992, Джетыгаринский район, Кустанайская область) — казахстанский футболист, защитник клуба «Астана» и сборной Казахстана.

## Биография
Родился 19 июня 1992 года в совхозе «Большевик», в Житикаринском районе Костанайской области Казахстана. Его отец был русским, а мать казашка, но родилась в России. В Казахстан попала по распределению после института.
В детстве играл школьном футбольном поле, ездил с командой школы на районные соревнования в Джетыгару, получил приз «Лучший полузащитник», после чего его стали приглашать играть за район. На соревнования в райцентр ездил на лошади, поскольку машины у семьи не было. Когда Быстрову было 14 лет, семья переехала на родину матери, в посёлок Спасский (30 км от Магнитогорска). В России стал заниматься футболом в ДЮСШ Олимпийского резерва № 4. На тренировки ездил 3 раза в неделю на автобусе. Позже поступил в колледж в Магнитогорске и стал тренироваться чаще, параллельно выступал за команду «Магнитогорск» в любительской лиге и подрабатывал официантом в кафе. Позже пошёл в армию, где попал в разведроту. После возвращения из армии собирался устроиться на работу в МЧС, но в то же время его позвали вновь играть за ФК «Магнитогорск». В первом матче после возвращения из армии отметился забитым голом и в целом произвёл хорошее впечатление. После игры к игроку подошёл представитель ФК «Челябинск» Михаил Шафигуллин и пригласил на командные сборы. После сборов подписал с командой контракт на 3 года. Дебютировал на профессиональном уровне 18 июля 2014 года в матче ПФЛ против нижнекамского «Нефтехимика», в котором вышел на замену на 83-й минуте. За два с половиной сезона сыграл за команду 65 матчей и забил 5 голов.
1 февраля 2017 года Быстров подписал двухлетний контракт с клубом ФНЛ «Тамбов». Успел сыграть в первенстве ФНЛ всего 14 игр, но по итогам сезона 2016/2017 получил приз «Открытие сезона». В чемпионате 2017/2018, сыграв уже 30 игр, занял с командой 4 место в лиге и принимал участие в стыковых матчах за выход в Премьер-лигу с пермским клубом «Амкар», но по сумме двух встреч «Тамбов» уступил со счётом 0:3.
21 июня 2018 года подписал контракт до конца 2020 года с казахстанским чемпионом, клубом «Астана», но уже 5 июля был отдан в аренду в костанайский «Тобол». Дебютировал в чемпионате Казахстана 14 июля 2018 года, отыграв весь матч против «Кайсара». В июле сыграл три матча в квалификации Лиги Европы УЕФА. 28 августа забил свой первый гол в Премьер-лиге в ворота «Атырау». Сыграл в чемпионате до конца сезона 14 игр и помог клубу выиграть бронзовые медали.
Осенью 2018 года получил казахстанское гражданство и заявил желание играть за сборную Казахстана. В январе 2019 года перешёл в аренду в шымкентский клуб «Ордабасы» и занял место в основе.
15 августа 2020 года подписал контракт с грозненским «Ахматом». 20 мая 2022 года клуб объявил о продлении контракта с игроком на 2 года.
В начале января 2024 года стало известно, что подписал контракт с клубом «Астана» как свободный агент.

### Сборная
Быстров дебютировал в сборной Казахстана 21 февраля 2019 года по приглашению нового главного тренера чеха Михала Билека в товарищеском матче со сборной Молдовы (1:0) в турецкой Анталье.

## Достижения

### Командные
«Тобол»
- Бронзовый призёр чемпионата Казахстана: 2018

### Личные
- Приз ФНЛ (Россия) «Открытие сезона» (2017/18)

## Личная жизнь
Супруга Анара, этническая казашка. У Марата есть сестра Виктория.
Принимал участие в съёмках фильма «Тренер» режиссёра Данилы Козловского.

## Статистика выступлений

### Клубная карьера
| Клуб             | Сезон            | Лига | Лига | Кубки | Кубки | Еврокубки | Еврокубки | Итого | Итого |
| Клуб             | Сезон            | Игры | Голы | Игры  | Голы  | Игры      | Голы      | Игры  | Голы  |
| ---------------- | ---------------- | ---- | ---- | ----- | ----- | --------- | --------- | ----- | ----- |
| Челябинск        | 2014/15          | 22   | 1    | 1     | 0     | —         | —         | 23    | 1     |
| Челябинск        | 2015/16          | 27   | 2    | 2     | 0     | —         | —         | 29    | 2     |
| Челябинск        | 2016/17          | 15   | 2    | 5     | 0     | —         | —         | 20    | 2     |
| Челябинск        | Итого            | 64   | 5    | 8     | 0     | —         | —         | 72    | 5     |
| Тамбов           | 2016/17          | 14   | 0    | 0     | 0     | —         | —         | 14    | 0     |
| Тамбов           | 2017/18          | 30   | 0    | 2     | 0     | —         | —         | 32    | 0     |
| Тамбов           | Итого            | 44   | 0    | 2     | 0     | —         | —         | 46    | 0     |
| Астана           |                  |      |      |       |       |           |           |       |       |
| → Тобол          | 2018             | 14   | 1    | 0     | 0     | 3         | 0         | 17    | 1     |
| → Тобол          | Итого            | 14   | 1    | 0     | 0     | 3         | 0         | 17    | 1     |
| → Тобол М        | 2018             | 1    | 0    | —     | —     | —         | —         | 1     | 0     |
| → Тобол М        | Итого            | 1    | 0    | —     | —     | —         | —         | 1     | 0     |
| → Ордабасы       | 2019             | 23   | 0    | 4     | 0     | 4         | 0         | 31    | 0     |
| → Ордабасы       | 2020             | 4    | 0    | —     | —     | 0         | 0         | 4     | 0     |
| → Ордабасы       | Итого            | 27   | 0    | 4     | 0     | 4         | 0         | 35    | 0     |
| Ахмат            | 2020/21          | 22   | 0    | 3     | 0     | —         | —         | 25    | 0     |
| Ахмат            | 2021/22          | 26   | 0    | 1     | 0     | —         | —         | 27    | 0     |
| Ахмат            | 2022/23          | 20   | 0    | 4     | 0     | —         | —         | 24    | 0     |
| Ахмат            | 2023/24          | 3    | 0    | 4     | 0     | —         | —         | 7     | 0     |
| Ахмат            | Итого            | 71   | 0    | 12    | 0     | —         | —         | 83    | 0     |
| Астана           | 2024             | 14   | 0    | 4     | 0     | 3         | 0         | 21    | 0     |
| Астана           | Итого            | 14   | 0    | 4     | 0     | 3         | 0         | 21    | 0     |
| Всего за карьеру | Всего за карьеру | 235  | 6    | 30    | 0     | 10        | 0         | 275   | 6     |

### Выступления за сборную
| Сборная   | Год   | Отборочные матчи ЧМ | Отборочные матчи ЧМ | Отборочные матчи ЧЕ | Отборочные матчи ЧЕ | Лига наций УЕФА | Лига наций УЕФА | Товарищеские матчи | Товарищеские матчи | Итого | Итого |
| Сборная   | Год   | Игры                | Голы                | Игры                | Голы                | Игры            | Голы            | Игры               | Голы               | Игры  | Голы  |
| --------- | ----- | ------------------- | ------------------- | ------------------- | ------------------- | --------------- | --------------- | ------------------ | ------------------ | ----- | ----- |
| Казахстан | 2019  | −                   | −                   | −                   | −                   | −               | −               | 1                  | 0                  | 1     | 0     |
| Казахстан | 2020  | −                   | −                   | −                   | −                   | 4               | 0               | 1                  | 0                  | 5     | 0     |
| Казахстан | 2021  | 7                   | 0                   | −                   | −                   | −               | −               | −                  | −                  | 7     | 0     |
| Казахстан | 2022  | −                   | −                   | −                   | −                   | 3               | 0               | −                  | −                  | 3     | 0     |
| Казахстан | 2023  | −                   | −                   | 9                   | 0                   | −               | −               | −                  | −                  | 9     | 0     |
| Казахстан | 2024  | −                   | −                   | 1                   | 0                   | 3               | 0               | 4                  | 0                  | 8     | 0     |
| Итого     | Итого | 7                   | 0                   | 10                  | 0                   | 10              | 0               | 6                  | 0                  | 33    | 0     |